# Eppenschlag
Eppenschlag er en kommune i Landkreis Freyung-Grafenau i Regierungsbezirk Niederbayern i den tyske delstat Bayern. Den er en del af Verwaltungsgemeinschaft Schönberg.

## Geografi
Kommunen ligger i Region Donau-Wald, midt i Bayerischer Wald.
Eppenschlag ligger nær grænsen til Landkreis Regen, 40 km sydøst for Viechtach, 20 km syd for Zwiesel, 45 km nord for Passau.

### Nabokommuner
- Innernzell
- Kirchdorf im Wald
- Spiegelau
- Schönberg

## Inddeling
I kommunen er der disse landsbyer og bebyggelser: Eppenschlag, Daxberg, Fürstberg, Großmisselberg, Gschwendtnermühle, Hohenthan, Hungerberg, Hungermühle, Kaltenberg, Kleinarmschlag, Kohlstatt, Kraftmühle, Marbach, Rametnach, Raumreuth, Reinhardsschlag, Rottenberg, Sommerau, Steinberg, Waldeck ogWolfertschlag.